# ذخیره‌گاه زیست‌کره مایا
ذخیره‌گاه زیست‌کره مایا (به اسپانیایی: Reserva de la biosfera maya) یک ذخیره‌گاه زیست‌کره در گواتمالا است که در بخش پتن واقع شده‌است.